# Golarion
Golarion è un'ambientazione fantasy pubblicata da Paizo Publishing per Pathfinder e Dungeons & Dragons 3ª edizione.

## Storia Editoriale
Golarion è stato sviluppato come ambientazione di fondo per la linea Adventure Path, dentro ogni numero venivano descritte nuove città, personaggi, divinità e mostri.

### Edizione 3.5
Dopo il completamento del primo Adventure Path: Rise of the Runelords, è stata lanciata una nuova serie di supplementi: i Pathfinder Chronicles, che approfondivano ulteriori dettagli dell'ambientazione.
Nell'ottobre 2008 viene pubblicato il Campaign Settings che descrive in modo completo l'ambientazione.

### Edizione PFRPG
Dopo l'uscita di Pathfinder gioco di ruolo, i supplementi Pathfinder Chronicles sono stati tutti pubblicati secondo il nuovo regolamento, per poi cambiare nome in Pathfinder Campaign Setting nel novembre del 2010 e, nel marzo 2011, è uscito Inner Sea World Guide la rivisitazione al nuovo regolamento dell'ambientazione.

#### Edizione italiana
Il 30 luglio 2012 Giochi Uniti ha commercializzato l'Atlante del Mare Interno, traduzione di Inner Sea World Guide.
A ottobre 2017 Giochi Uniti ha pubblicato il Compendio del Mare Interno, Vol. 1, volume creato esclusivamente per l'Italia, il quale è una raccolta di uscite inedite in Italia, riunite in un unico volume

### Edizione PFRPG Seconda Edizione
Dopo l'uscita di Pathfinder Seconda Edizione, i supplementi di ambientazione prendono il nome di Pathfinder Lost Omens, pubblicati secondo il nuovo regolamento e, il 29 agosto 2019, è uscito Lost Omens World Guide la rivisitazione al nuovo regolamento dell'ambientazione.

#### Edizione italiana
Nel 2020 Giochi Uniti ha commercializzato Presagi Perduti: Atlante , traduzione di Lost Omens World Guide.

## Caratteristiche dell'ambientazione

### Geografia
Golarion orbita attorno ad un sole giallo nell'estrema vastità del multiverso tra decine di altri mondi. Terzo in orbita, il Pianeta Blu contiene vasti oceani e lussureggianti verdi terre, l'ambiente ideale per il prosperare della cultura umana. I suoi vicini più prossimi, Castrovel il Verde e Akiton il Rosso, (secondo e quarto dal sole, rispettivamente) riempiono il cielo notturno di Golarion insieme alla sua luna sfregiata dai crateri.
Golarion ospita otto continenti tra i suoi mari immensi. 
- Arcadia da cui prende il nome la distesa dell'Oceano arcadico si trova oltre gl'infidi ostacoli di Azlant ed è un rigoglioso continente isolato nell'oceano. Distante 4.000 miglia dalle coste di Avistan, poco si sa di questa terra, ma nella leggende più antiche e nei testi degli imperi caduti da tempo, si narra di scambi frequenti e sforzi di colonizzazione da parte di Avistan per Arcadia.
- Avistan è un grande continente peninsualare che si espande sul bordo orientale di Casmaron, circondato dalle Montagne dei confini del mondo, esso ospita una serie di civiltà costruite sulle rovine dei grandi imperi del passato, come quello Thassiloniano.
- Azlant, un migliaio di chilometri a est dall'Arco di Aroden, è ciò che resta di quella che fu la grande isola-continente che ha visto la nascita dell'umanità. Tutto ciò che rimane di Azlant oggi è una serie di rocce sporgenti e strette e di canali contorti, visto che la maggior parte del continente sprofondò sotto il mare quando la Pietrastella cadde dal cielo.
- Casmaron, il più grande di questi si estende su gran parte dell'emisfero nord del mondo.
- Garund sito a sud-est di Avistan, dall'altra parte del Mare Interno è un deserto in gran parte inesplorato. Che ci si avventuri nei suoi deserti a nord per le perdute reliquie dei faraoni Osiriani o si esplori la giungla quasi impenetrabile della Distesa Mwangi, Garund prevede avventure senza fine per coloro che sono disposti ad affrontare i suoi molti pericoli.
- La Corona del Mondo è un immenso deserto ghiacciato che si estende al polo nord del pianeta.
- Sarusan è il più piccolo continente di Golarion, si trova lungo le rotte meno percorse del mare.
- Tian Xia sito agli antipodi di Avistan è un lontano continente orientale per raggiungere il quale spesso si attraversa la Corona del Mondo, nonostante le sue condizioni climatiche proibitive.